# ショーン・タン
ショーン・タン（Shaun Tan、1974年 - ）は、オーストラリアのイラストレーター、絵本作家、映像作家。『レッドツリー』『アライバル』など大人向けの絵本作品で知られる。

## 略歴
西オーストラリア州フリーマントルに出生。パース北部の郊外で育つ。西オーストラリア大学で美術と英文学を修める。マウント・ローリーのスタジオにて数年間フリーランサーとして活動したのち、2007年よりビクトリア州メルボルンを拠点に活動。マレーシアから西オーストラリアに移住した父の経歴が作風に影響を与えている。2008年、文章をいっさい入れずに描かれた作品（グラフィック・ノベル）『アライバル』にてアングレーム国際コミック・フェスティバル最優秀作品賞受賞。そのほか世界幻想文学大賞アーティスト部門、ヒューゴー賞プロ・アーティスト部門、ディトマー賞最優秀芸術部門、アストリッド・リンドグレーン記念文学賞など多数の受賞がある。
タンの作品は「オーストラリア特有」と評される。「平凡かつ異常、見慣れているのになじみがなく、特定の場所でありながら普遍的、安心と同時に恐ろしく、親密なのに距離があり、ストリートチルドレンでありスプレッツァトゥーラである。美辞麗句はなく、誇張もない。そのもの以外の何物でもない」。

## 主な作品

### 単著
- 『ロスト・シング』（The Lost Thing（1999）、岸本佐知子訳、河出書房新社） 2012年 - 2010年に短編アニメーションとして映像化。アカデミー短編アニメ賞受賞。
- 『レッドツリー』（The Red Tree(2001)、早見優訳、今人舎） 2011年
- 『アライバル』（The Arrival(2006)、河出書房新社） 2011年 - グラフィック・ノベル。あとがきの翻訳は小林美幸。
- 『遠い町から来た話』（Tales from Outer Suburbia(2008)、岸本佐知子訳、河出書房新社） 2011年 - 短編集
  - 「水牛」
  - 「エリック」
  - 「壊れたおもちゃ」
  - 「遠くに降る雨」
  - 「底を流れるもの」
  - 「お祖父さんのお話」
  - 「他にはない国」
  - 「棒人間たち」
  - 「名前のない祝日」
  - 「記憶喪失装置」
  - 「備えあれば」
  - 「葬送」
  - 「ペットを手作りしてみよう」
  - 「ぼくらの探検旅行」
  - 「カメ救出作戦の夜」
- 『エリック』（Eric(2010)、岸本佐知子訳、河出書房新社） 2012年
- 『鳥の王さま - ショーン・タンのスケッチブック』（Bird King and Other Sketches(2011)、岸本佐知子訳、河出書房新社） 2012年
- 『見知らぬ国のスケッチ - アライバルの世界』（Sketches from a Nameless Land: The Art of The Arrival(2012)、小林美幸訳、河出書房新社） 2014年 - 『アライバル』のスケッチ集
- 『夏のルール』（Rules of Summer(2013)、岸本佐知子訳、河出書房新社） 2014年
- 『セミ』（Cicada(2018年)、岸本佐知子訳、河出書房新社） 2019年
- 『内なる町から来た話』（Tales from the Inner City(2018)、岸本佐知子訳、河出書房新社） 2020年
- 『いぬ』（DOG from TALES FROM THE INNER CITY(2020年)、岸本佐知子訳、河出書房新社） 2022年

### 絵本（絵）
- 『ウサギ』（The Rabbits(1998)、ジョン・マーズデン著、ショーン・タン絵、岸本佐知子訳、河出書房新社） 2021年

### 図録
- 『ショーン・タンの世界 どこでもないどこかへ』（求龍堂） 2019年 - ちひろ美術館開催の展覧会の図録